# 李惠珍 (自行车运动员)
李惠珍（韩语： Lee Hyejin，韓語發音：[i.ɦje̞.dʑin]，1992年1月23日—）生于京畿道城南市，是一名韩国女子自行车运动员，主攻场地自行车竞速类项目。她在中学一年级时在体育教师的建议下开始练习自行车，当时她家里没有自行车，但因为在速度方面表现出众而开始练习，她的父母一开始因安全健康方面的原因反对她练习自行车，后来也同意她继续练习下去。2010年，她在世界青年锦标赛上获得两枚金牌，这是韩国首次在该赛事中摘金。2020年世锦赛，她在女子竞轮赛中获得银牌，成为历史上首位在成年场地自行车世锦赛摘得奖牌的韩国女选手。